# کرون دانمارک
کرون دانمارک (به دانمارکی: dansk krone) یکای پول کشور دانمارک، گرینلند و جزایر فارو است.
البته این یکای پول در جزایر فارو، کرون فارویی نامیده می‌شود ولی ارزش آن برابر با کرون دانمارک است.
هر کرون دانمارک به صد اوره (به دانمارکی: Øre) بخش می‌شود. کد ایزو ۴۲۱۷ کرون دانمارک DKK است.

## کشورهای دیگر که کرون یکای پول آنها است یا در دوره از زمان یکای پول آن کشور بوده
| نام کشور   | یکای پول "کرون" |
| ---------- | --------------- |
| استونی     | کرون استونی     |
| اسلواکی    | کرونای اسلواکی  |
| ایسلند     | کرونا ایسلند    |
| جمهوری چک  | کرون چک         |
| جزایر فارو | کرون فاروئی     |
| دانمارک    | کرون دانمارک    |
| سوئد       | کرون سوئد       |
| نروژ       | کرون نروژ       |